# Zoé Prévost
Pour les articles homonymes, voir Prévost.
Geneviève-Aimé-Zoë Prévost (née le 15 avril 1802 à Paris et morte le 3 avril 1861 à Paris 5e) est une cantatrice (soprano) française. Elle est également connue sous le nom de Zoé Prévost ou Mademoiselle Prévost. 
Elle créa des rôles principaux dans certains des opéras comiques français les plus notables de la première moitié du XIXe siècle, dont Fra Diavolo de Daniel Auber et Le Postillon de Lonjumeau d'Adolphe Adam. 

## Biographie
Mlle Prévost s'initie très tôt à la musique par son frère cadet, Eugène Prévost, qui deviendra ensuite compositeur et chef d'orchestre.  
Elle étudie le chant avec Antoine Ponchard au Conservatoire de Paris et remporte un deuxième prix d'opéra en 1820. Elle fait ses débuts au théâtre Feydeau puis à l'Opéra-Comique de Paris en 1821. Elle est engagée à l'Opéra-Comique en 1822. L'Opéra-Comique présente alors des opéras légers dans le ton et avec un dialogue parlé entre les performances musicales.   
Elle se produit à Bordeaux en 1847 et ensuite à La Haye.   
Elle créa des rôles principaux dans de nombreux opéras comiques, dont le rôle-titre dans La Marquise de Brinvilliers, œuvre de collaboration entre neuf compositeurs, et dans des œuvres de Fromental Halévy, Ambroise Thomas, et d'autres. Considérée comme l'une des vedettes majeures de la scène lyrique de son temps, Prévost est estimée pour sa présence sur scène, son charme et ses manières, ses talents d'actrice comique et son excellente technique de chant. Elle créa les principaux rôles de soprano dans deux opéras comiques encore joués aujourd'hui, Zerlina dans Fra Diavolo  d'Auber en 1830 et Madeleine dans Le Postillon de Lonjumeau d'Adam en 1836, les œuvres les plus réussies de ces deux compositeurs. Dans cette dernière œuvre, comme dans d'autres, elle apparaît avec son compagnon, le ténor Jean-Baptiste Chollet.  
Zoë Prévost s'est également produite dans d'autres opéras français et belges tels que Les Chaperons blancs d'Auber le 9 avril 1836 ou La Dame d'honneur de Despréaux en octobre 1838.   
De sa relation avec Chollet, une fille, Marie-Florentine, naîtra vers 1816, qui connaîtra également le succès en tant que chanteuse sous le nom de scène Mademoiselle Monrose. Mme Prévost meurt célibataire à Paris le 3 avril 1861. 

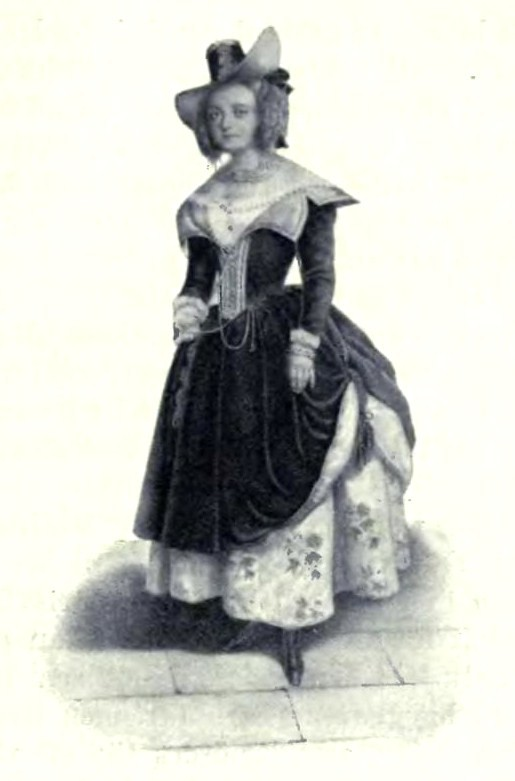
Mlle Prévost au théâtre suédois

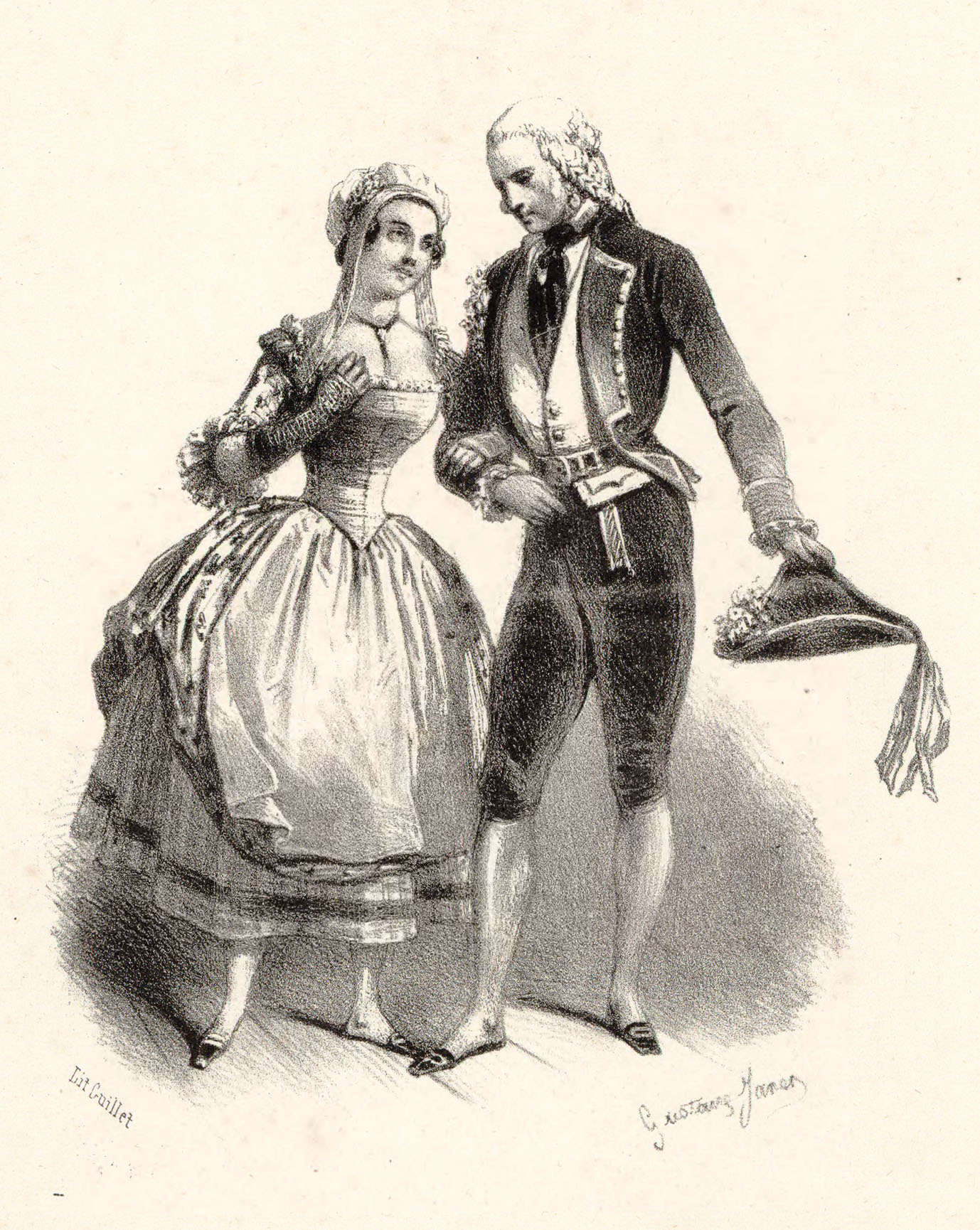
Prévost & Chollet dans Le Postillon de Longjumeau